# NUDT17
NUDT17 ‏ (Nudix hydrolase 17) هوَ بروتين يُشَفر بواسطة جين NUDT17 في الإنسان.